# 4.ª etapa de la Vuelta a España 2018
La 4.ª etapa de la Vuelta a España 2018 tuvo lugar el 28 de agosto de 2018 entre Vélez-Málaga y Alfacar sobre un recorrido de 161,4 km y fue ganada por el ciclista estadounidense Benjamin King del equipo Dimension Data. El ciclista polaco Michał Kwiatkowski del Team Sky conservó el maillot de líder.

## Clasificación de la etapa
| \| Clasificación de la etapa \| Clasificación de la etapa \| Clasificación de la etapa \| Clasificación de la etapa \| Clasificación de la etapa \| \| Ciclista \| Ciclista \| Equipo \| Tiempo \| \| \| ------------------------- \| ------------------------- \| -------------------------- \| ------------------------- \| ------------------------- \| \| 1.º \| Benjamin King \| Dimension Data \| 4 h 33 min 12 s \| \| \| 2.º \| Nikita Stalnow \| Astana \| + 2 s \| \| \| 3.º \| Pierre Rolland \| EF Education First-Drapac \| + 13 s \| \| \| 4.º \| Luis Ángel Maté \| Cofidis, Solutions Crédits \| + 1 min 08 s \| \| \| 5.º \| Ben Gastauer \| AG2R La Mondiale \| + 1 min 39 s \| \| \| 6.º \| Jelle Wallays \| Lotto-Soudal \| + 1 min 57 s \| \| \| 7.º \| Óscar Cabedo \| Burgos-BH \| + 2 min 24 s \| \| \| 8.º \| Simon Yates \| Mitchelton-Scott \| + 2 min 48 s \| \| \| 9.º \| Emanuel Buchmann \| Bora-Hansgrohe \| + 2 min 50 s \| \| \| 10.º \| Miguel Ángel López \| Astana \| + 3 min 07 s \| \| |                    |                            |                 |
| |                    |                            |                 |
| Fuente: ProCyclingStats |                    |                            |                 |
| Clasificación de la etapa |                    |                            |                 |
| Ciclista | Ciclista           | Equipo                     | Tiempo          |
| 1.º | Benjamin King      | Dimension Data             | 4 h 33 min 12 s |
| 2.º | Nikita Stalnow     | Astana                     | + 2 s           |
| 3.º | Pierre Rolland     | EF Education First-Drapac  | + 13 s          |
| 4.º | Luis Ángel Maté    | Cofidis, Solutions Crédits | + 1 min 08 s    |
| 5.º | Ben Gastauer       | AG2R La Mondiale           | + 1 min 39 s    |
| 6.º | Jelle Wallays      | Lotto-Soudal               | + 1 min 57 s    |
| 7.º | Óscar Cabedo       | Burgos-BH                  | + 2 min 24 s    |
| 8.º | Simon Yates        | Mitchelton-Scott           | + 2 min 48 s    |
| 9.º | Emanuel Buchmann   | Bora-Hansgrohe             | + 2 min 50 s    |
| 10.º | Miguel Ángel López | Astana                     | + 3 min 07 s    |

## Clasificaciones al final de la etapa

### Clasificación general
| \| Clasificación general \| Clasificación general \| Clasificación general \| Clasificación general \| Clasificación general \| \| Ciclista \| Ciclista \| Equipo \| Tiempo \| \| \| --------------------- \| --------------------- \| --------------------- \| --------------------- \| --------------------- \| \| 1.º \| Michał Kwiatkowski \| Team Sky \| 13 min 47 s \| \| \| 2.º \| Emanuel Buchmann \| Bora-Hansgrohe \| + 7 s \| \| \| 3.º \| Simon Yates \| Mitchelton-Scott \| + 10 s \| \| \| 4.º \| Alejandro Valverde \| Movistar Team \| + 12 s \| \| \| 5.º \| Wilco Kelderman \| Team Sunweb \| + 25 s \| \| \| 6.º \| Ion Izagirre \| Bahrain-Merida \| + 30 s \| \| \| 7.º \| Tony Gallopin \| AG2R La Mondiale \| + 33 s \| \| \| 8.º \| Nairo Quintana \| Movistar Team \| + 33 s \| \| \| 9.º \| Steven Kruijswijk \| LottoNL-Jumbo \| + 37 s \| \| \| 10.º \| Enric Mas \| Quick-Step Floors \| + 42 s \| \| |                    |                   |             |
| |                    |                   |             |
| Fuente: ProCyclingStats |                    |                   |             |
| Clasificación general |                    |                   |             |
| Ciclista | Ciclista           | Equipo            | Tiempo      |
| 1.º | Michał Kwiatkowski | Team Sky          | 13 min 47 s |
| 2.º | Emanuel Buchmann   | Bora-Hansgrohe    | + 7 s       |
| 3.º | Simon Yates        | Mitchelton-Scott  | + 10 s      |
| 4.º | Alejandro Valverde | Movistar Team     | + 12 s      |
| 5.º | Wilco Kelderman    | Team Sunweb       | + 25 s      |
| 6.º | Ion Izagirre       | Bahrain-Merida    | + 30 s      |
| 7.º | Tony Gallopin      | AG2R La Mondiale  | + 33 s      |
| 8.º | Nairo Quintana     | Movistar Team     | + 33 s      |
| 9.º | Steven Kruijswijk  | LottoNL-Jumbo     | + 37 s      |
| 10.º | Enric Mas          | Quick-Step Floors | + 42 s      |

### Clasificación por puntos
| Clasificación por puntos | Clasificación por puntos | Clasificación por puntos   | Clasificación por puntos | Clasificación por puntos |
| Ciclista                 | Ciclista                 | Equipo                     | Puntos                   |                          |
| ------------------------ | ------------------------ | -------------------------- | ------------------------ | ------------------------ |
| 1.º                      | Michał Kwiatkowski       | Team Sky                   | 46 pts                   |                          |
| 2.º                      | Alejandro Valverde       | Movistar Team              | 33 pts                   |                          |
| 3.º                      | Benjamin King            | Dimension Data             | 29 pts                   |                          |
| 4.º                      | Elia Viviani             | Quick-Step Floors          | 25 pts                   |                          |
| 5.º                      | Rohan Dennis             | BMC Racing Team            | 25 pts                   |                          |
| 6.º                      | Giacomo Nizzolo          | Trek-Segafredo             | 20 pts                   |                          |
| 7.º                      | Wilco Kelderman          | Team Sunweb                | 20 pts                   |                          |
| 8.º                      | Nikita Stalnow           | Astana                     | 20 pts                   |                          |
| 9.º                      | Pierre Rolland           | EF Education First-Drapac  | 19 pts                   |                          |
| 10.º                     | Luis Ángel Maté          | Cofidis, Solutions Crédits | 17 pts                   |                          |

### Clasificación de la montaña
| Clasificación de la montaña | Clasificación de la montaña | Clasificación de la montaña | Clasificación de la montaña | Clasificación de la montaña |
| Ciclista                    | Ciclista                    | Equipo                      | Puntos                      |                             |
| --------------------------- | --------------------------- | --------------------------- | --------------------------- | --------------------------- |
| 1.º                         | Luis Ángel Maté             | Cofidis, Solutions Crédits  | 36 pts                      |                             |
| 2.º                         | Pierre Rolland              | EF Education First-Drapac   | 20 pts                      |                             |
| 3.º                         | Benjamin King               | Dimension Data              | 12 pts                      |                             |
| 4.º                         | Ben Gastauer                | AG2R La Mondiale            | 7 pts                       |                             |
| 5.º                         | Nikita Stalnow              | Astana                      | 6 pts                       |                             |
| 6.º                         | Thomas de Gendt             | Lotto-Soudal                | 5 pts                       |                             |
| 7.º                         | Nans Peters                 | AG2R La Mondiale            | 4 pts                       |                             |
| 8.º                         | Alejandro Valverde          | Movistar Team               | 3 pts                       |                             |
| 9.º                         | Jordi Simón                 | Burgos-BH                   | 3 pts                       |                             |
| 10.º                        | Michał Kwiatkowski          | Team Sky                    | 2 pts                       |                             |

### Clasificación de la combinada
| Clasificación de la combinada | Clasificación de la combinada | Clasificación de la combinada | Clasificación de la combinada | Clasificación de la combinada |
| Ciclista                      | Ciclista                      | Equipo                        | Puntos                        |                               |
| ----------------------------- | ----------------------------- | ----------------------------- | ----------------------------- | ----------------------------- |
| 1.º                           | Michał Kwiatkowski            | Team Sky                      | 12 pts                        |                               |
| 2.º                           | Alejandro Valverde            | Movistar Team                 | 14 pts                        |                               |
| 3.º                           | Benjamin King                 | Dimension Data                | 24 pts                        |                               |
| 4.º                           | Laurens De Plus               | Quick-Step Floors             | 47 pts                        |                               |
| 5.º                           | Ben Gastauer                  | AG2R La Mondiale              | 51 pts                        |                               |
| 6.º                           | Nikita Stalnow                | Astana                        | 51 pts                        |                               |
| 7.º                           | Pierre Rolland                | EF Education First-Drapac     | 58 pts                        |                               |
| 8.º                           | Luis Ángel Maté               | Cofidis, Solutions Crédits    | 95 pts                        |                               |

### Clasificación por equipos
| Clasificación por equipos | Clasificación por equipos                | Clasificación por equipos | Clasificación por equipos |
| Equipo                    | Equipo                                   | Tiempo                    |                           |
| ------------------------- | ---------------------------------------- | ------------------------- | ------------------------- |
| 1.º                       | Astana                                   | 41 h 23 min 14 s          |                           |
| 2.º                       | Movistar Team                            | + 1 min 31 s              |                           |
| 3.º                       | Bora-Hansgrohe                           | + 2 min 03 s              |                           |
| 4.º                       | Dimension Data                           | + 3 min 15 s              |                           |
| 5.º                       | Lotto NL-Jumbo                           | + 4 min 07 s              |                           |
| 6.º                       | EF Education First-Drapac p/b Cannondale | + 4 min 43 s              |                           |
| 7.º                       | Sky                                      | + 6 min 20 s              |                           |
| 8.º                       | AG2R La Mondiale                         | + 7 min 16 s              |                           |
| 9.º                       | Cofidis, Solutions Crédits               | + 8 min 34 s              |                           |
| 10.º                      | Bahrain-Merida                           | + 9 min 06 s              |                           |

## Abandonos
Ninguno.